# Żywioły
Żywioły, elementy, pierwiastki – redukcjonistyczna koncepcja filozoficzna, według której świat materialny (Wszechświat) składa się z kilku podstawowych elementów. Różne proporcje w jakich występują one w różnych obiektach i substancjach ma odpowiadać za złożoność świata materialnego, a sposoby, w jaki reagują one ze sobą, mają wyjaśniać przemiany w tym świecie. Teorie żywiołów były w wielu kulturach przednaukowym sposobem wyjaśniania rzeczywistości przyrodniczej.

## Żywioły w kulturze europejskiej

### Starożytne początki

Cztery żywioły

Europejskie pojęcie żywiołu (elementu, pierwiastka) powstało w starożytności i zostało przejęte przez średniowiecze. Głównym zagadnieniem pierwszych filozofów była podstawowa zasada (Arché) leżąca u podstaw całej rzeczywistości. Nie było zgody, co jest tą podstawową zasadą: Tales z Miletu widział ją w wodzie, Anaksymander w bezkresie (apeiron), Anaksymenes w powietrzu, natomiast Heraklit w ogniu.
W późniejszym okresie, filozofowie określani jako pluraliści starali się połączyć te koncepcje, uznając, że istnieje kilka jakościowo różnych zasad, leżących u podstaw rzeczywistości przyrodniczej. W ten sposób ukształtowały się koncepcje zgodnie z którymi u podstaw rzeczywistości materialnej leży kilka podstawowych elementów. W pierwszych teoriach, te podstawowe elementy miały charakter przeciwstawny, których wzajemne oddziaływania były źródłem zmiany. Dla Anaksymandra było to przeciwieństwo suchego i wilgotnego, gorącego i zimnego. Ksenofanes za przeciwstawne elementy uznawał ziemię i wodę. Najbardziej wpływowa była jednak koncepcja Empedoklesa, twórcy koncepcji czterech elementów: wody, ognia, powietrza i ziemi, łącząca koncepcje Talesa, Anaksymenesa, Heraklita i Ksenofanesa. Elementy były dla niego „pierwotne i jakościowo niezmienne”. Łączyły się ze sobą w sposób mechaniczny, tworząc wielość i różnorodność rzeczy we wszechświecie. Inna koncepcja została sformułowana przez atomistów: Leucypa i Demokryta. Atomiści wskazywali, że wszystkie rzeczy materialne stworzone są z małych, niepodzielnych cząstek (atomów). Atomy różnią się kształtem i łączą się w różnych proporcjach, co daje w efekcie różnorodność rzeczy.
Te wczesne koncepcje żywiołów zostały następnie zsyntetyzowane w dwóch bardzo wpływowych teoriach: Platona i Arystotelesa. Obaj korzystali z koncepcji czterech żywiołów Empedoklesa, łącząc ją jednak z atomizmem (Platon) oraz z Anaksymandrem (Arystoteles). Platon, podobnie jak atomiści, uważał, że podstawowe cząstki materii różnią się kształtami, co odpowiada czterem podstawowym żywiołom. Kształty te są wielościanami foremnymi (bryłami platońskimi). Piąty platoński wielościan foremny, dodekahedron, różni się od pozostałych właściwościami i stanowił element, który Platon przypisał niebiosom, a Arystoteles nazwał eterem.
|                     |                   |                        |                        |                      |
| ogień (czworościan) | ziemia (sześcian) | powietrze (ośmiościan) | woda (dwudziestościan) | eter (dwunastościan) |

Uczeń Platona, Arystoteles oparł się z kolei na Anaksymandrze, wskazując, że każdy z czterech żywiołów wyposażony był w dwie cechy: wilgotność lub suchość oraz zimno lub ciepło. Arystoteles krytykował atomistów, według których atomy umieszczone są w próżni. Według Stagiryty próżnia (jako nie-byt) nie istnieje, a ruch ciał oznacza przesuwanie jednych rodzajów rzeczy (np. powietrza) i zastępowanie ich innymi (np. poruszanym ciałem). Arystoteles wprowadził również pojęcie miejsca naturalnego, czyli miejsca do którego w sposób naturalny dążą ciała. Poszczególne ciała zachowują się w zależności od tego, jakie elementy są w nich dominujące. Do góry dążą wszystkie lekkie substancje (w których dominuje ogień i powietrze). Ku dołowi dążą natomiast rzeczy zawierające element ziemi oraz wody. Ten rodzaj ruchu charakterystyczny jest dla „świata podksiężycowego”, złożonego z ziemi, ognia, wody i powietrza. W „świecie nadksiężycowym”, w którym poruszają się gwiazdy i planety, panują inne prawa. Świat niebiański składa się z piątego żywiołu: eteru. Eter nie powstaje i nie ginie (stąd świat ten jest niezmienny), porusza się natomiast ruchem kolistym (nie ma miejsca naturalnego).

### Żywioły i ukryty porządek świata

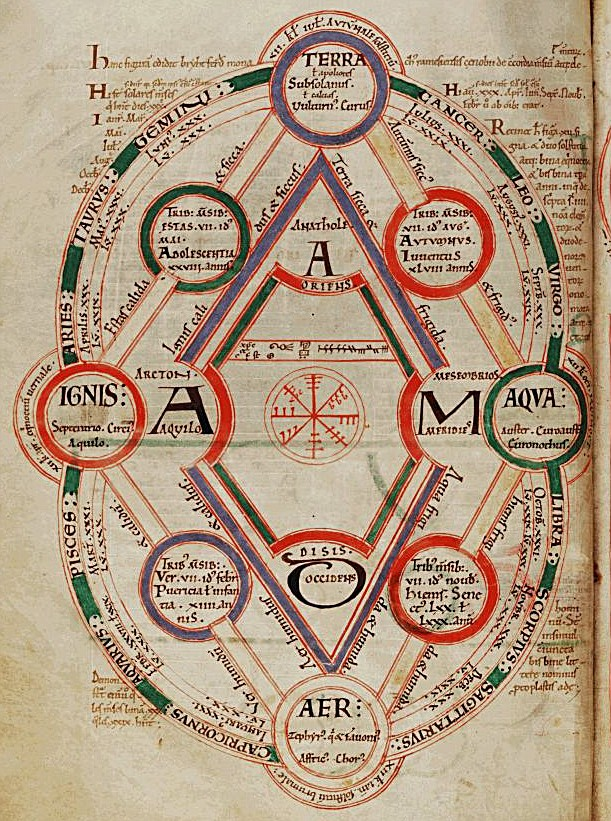
Średniowieczny obraz świata: cztery żywioły połączone z astrologicznym zodiakiem, stronami świata i okresami rozwoju człowieka (koniec XI w.)

W przeciwieństwie do współczesnej koncepcji pierwiastka, starożytne elementy, nie były uznawane za „najbardziej podstawowe substancje, które mogą zostać wyizolowane i oczyszczone”. Były pojmowane raczej jako zasady, które dopiero przez zmieszanie tworzą rzeczy materialne. Żywioł wody nadawał np. rzeczom płynność (i był częścią np. roztopionego metalu). Z kolei żywioł ziemi nadawał ciężar. W tym okresie eter funkcjonował pod łacińską nazwą quinta essentia (kwintesencja, piąta esencja).
Poszczególne żywioły łączono z różnymi zasadami, cechami charakteru, symbolami, ciałami niebieskimi. Taka przednaukowa wizja rzeczywistości uznawała istnieje wielu ukrytych połączeń. Żywioły były nie tylko tworzyły charakterystykę materii, lecz były podstawową strukturą organizującą życie człowieka.
W sztukach pięknych, poszczególnym żywiołom odpowiadały pewne „podstawowe” kolory. Dla Empedoklesa (w interpretacji Antiochosa) były to biały (woda), czarny (ziemia), czerwony (powietrze) i żółty (oryg. ochron – ogień). Tworzący w renesansie Leone Battista Alberti łączył czerwony z ogniem, niebieski z powietrzem, zielony z wodą, a popielaty (cinereum) z ziemią. Podobnie uznawał Leonardo da Vinci, łącząc jednak ziemię z kolorem żółtym. Łączenie kolorów z żywiołami wskazywało na symboliczną więź między estetyką a podstawowymi strukturami rzeczywistości materialnej.
W medycynie humoralnej Galena żywioły wiązano z czterema esencjami, od których równowagi zależało zdrowie człowieka. Czerwona krew łączona była z powietrzem (temperament sangwiniczny), biały śluz (flegma) z wodą (flegmatyczność), jasna żółć z ogniem (choleryczność), natomiast czarna żółć z ziemią (melancholiczność).
Wraz z upadkiem cesarstwa rzymskiego, pisma Arystotelesa zostały w kręgu kultury łacińskiej zapomniane, jednak nauka o czterech żywiołach była nadal przekazywana. Pisma Stagiryty były badane przez uczonych arabskich. Arystotelesowską koncepcję żywiołów rozwijali m.in. Al-Kindi, ar-Razi czy Dżabir Ibn Hajjan.
Po ponownym odkryciu pism Arystotelesa w XII w., jego fizyka upowszechniła się na łacińskim Zachodzie, stając się podstawą średniowiecznego poglądu na strukturę rzeczywistości. Koncepcja pięciu żywiołów, wraz z całą Arystotelesowską filozofią przyrody, pozostała bardzo wpływowa aż do XVI w., będąc np. podstawą alchemii i rozmaitych koncepcji ezoterycznych.

### Od alchemii do chemii nowożytnej

Alchemiczne symbole żywiołów. W kolejności: ogień, ziemia, woda, powietrze

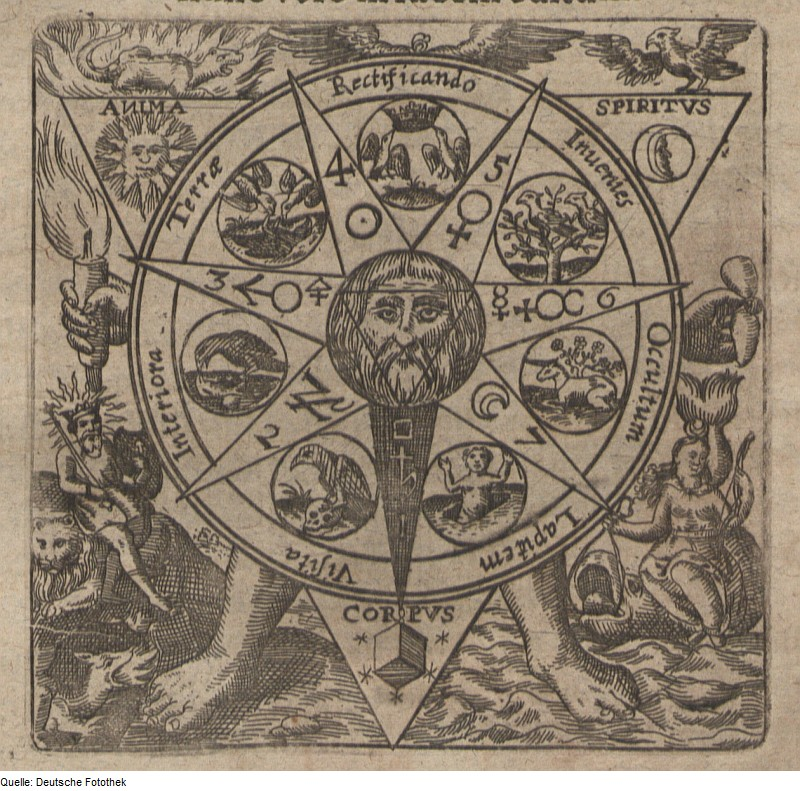
Schemat przedstawiający alchemiczny obraz świata, którego częścią są cztery żywioły (w rogach), 1678

Rozwój alchemii w średniowieczu i wczesnej nowożytności, doprowadził stopniowo do przekształcenia starożytnych żywiołów i powstania naukowej koncepcji pierwiastka chemicznego. Praktycznie nastawieni alchemicy, odwoływali się często do Arystotelesowskiej koncepcji 4 żywiołów, jednak obok nich, wprowadzali dodatkowe podstawowe substancje, których relacje do żywiołów były niejasne. Ten kierunek rozwoju wyznaczony został przez uczonych arabskich.
Zasadniczym przedmiotem zainteresowania alchemików były metale i ich transmutacje, których celem miało być otrzymanie złota lub odkrycie kamienia filozoficznego. Dżabir Ibn Hajjan uznawał ziemię, powietrze, ogień i wodę za podstawowe elementy materii. Bezpośrednimi „zasadami” tworzącymi wszystkie metale były jednak siarka i rtęć. Następcy Dżabira, czasami utożsamiali je z ogniem i wodą, czasami zaś pozostawiali nieomówione ich związki z czterema żywiołami. W XVI w. Paracelsus dodał do nich sól, formułując wpływową koncepcję trójzasadową. Trzy zasady były u Paracelsusa bezpośrednimi, obserwowalnymi manifestacjami żywiołów. Koncepcja ta była wielokrotnie przekształcana, np. przez Jeana Beguina, który uznawał istnienie pięciu żywiołów: rtęci, siarki, soli, flegmy i ziemi.
W 1669 lekarz i alchemik niemiecki Johann Joachim Becher uogólnił teorię Paracelsusa, twierdząc, że wszystkie substancje składają się z: powietrza, wody i trzech rodzajów ziemi: terra fluida (odpowiednik rtęci) – który umożliwia ich topienie i parowanie, terra lapida (odpowiednik soli) – odpowiadający za to, że substancje stają się twarde i odporne mechanicznie, oraz terra pinguis (pierwiastek „tłustości”, odpowiednik siarki), który odpowiada za „miękkość” i jednocześnie za zdolność do spalania. Np.: według Bechera drewno składa się z terra lapida oraz z terra pinguis – na skutek czego jest ono twarde – ale nie tak jak metale i jest palne – ale po spaleniu zostaje się popiół, czyli właśnie terra lapida, zaś terra pinguis tworzy z powietrzem dym, który ulatuje w przestrzeń. Później koncepcja terra pinguis funkcjonowała aż do czasów Antoine Lavoisier’a jako teoria flogistonu.
Rozwój filozofii przyrody, badań empirycznych i aparatury w XVII w. związany był m.in. z porzuceniem celów dawnej alchemii i skupieniu się na bardziej ogólnych celach poznawczych. Stopniowo przyczyniło się to do porzucenia klasycznych żywiołów i sformułowanie idei pierwiastka chemicznego. Jeden z pierwszych chemików, Robert Boyle, zauważył, że niektóre substancje, poddawane „wpływowi Wulkana” (podgrzewaniu) nie dają się rozłożyć na prostsze elementy, co stawia pod znakiem zapytania koncepcję czterech żywiołów. Choć jego pisma unikały radykalnych wniosków, wynikało z nich, że podstawowe elementy materii powinny być określane drogą eksperymentalną, a nie na podstawie filozoficznej spekulacji. Było to wyraźne odejście od fizyki Arystotelesowskiej, opierającej się na apriorycznych założeniach, ilustrowanych różnego rodzaju „obserwacjami”, które nie były empirycznie sprawdzane. Na koncepcji 5 żywiołów opierał się jeszcze Kartezjusz, pomimo tego, że jego „nowa nauka” odrzucała większość tez fizyki arystotelejskiej. Żywioły nie były dla Kartezjusza najbardziej podstawową formą materii, lecz już formą jej zorganizowania. Odrzucał też istnienie próżni, przyjmując koncepcję ciągłej, nieskończenie podzielnej materii. Przestrzeń postrzegana jako pusta miała być jego zdaniem wypełniona eterem . Rzeczywiste zerwanie z koncepcją żywiołów nastąpiło dopiero wraz z badaniami Lavoisiera i odkryciem tlenu.

## Żywioły w kulturze chińskiej

Pięć żywiołów chińskich: cykl tworzenia (czarne strzałki) i niszczenia (białe strzałki).

Chińczycy już w II tysiącleciu p.n.e. wyróżniali pięć żywiołów: wodę, ogień, drewno, metal i ziemię. Powiązane są one szeregiem cykli, takich jak cykl tworzenia, nierównowagi, zwyciężania, zniewagi.
Cykl tworzenia:
- Drewno karmi ogień
- Ogień tworzy ziemię (popiół)
- Ziemia nosi w sobie metal
- Metal zbiera wodę
- Woda odżywia drewno

Cykl zwyciężania:
- Metal przecina drewno
- Drewno zapuszcza się w ziemię
- Ziemia pochłania wodę
- Woda gasi ogień
- Ogień topi metal

## Żywioły w kulturze japońskiej
Japończycy także uznają pięć żywiołów (五大 godai), ale są to:
- powietrze/wiatr (風, fū lub kaze)
- ogień (火, ka lub hi)
- woda (水, sui lub mizu)
- ziemia (地, chi (czasem ji) lub tsuchi)
- pustka/niebo (空, kū lub sora).

Znaki mają czytanie sinojapońskie i rdzennie japońskie.

## Żywioły w hinduizmie
Hinduistyczne podania o żywiołach ukształtowały się w okresie około 500 p.n.e.
Zaliczano do nich (wyliczając od najmniej subtelnych) następujące kategorie:
- ziemia (prythiwi)
- woda (apas)
- ogień (tedźas)
- powietrze (waju)
- eter (akaśa).

Ich badaniami zajmowały się szczególnie joga i tantra, wraz z adeptami praktykującymi oczyszczanie ćakr.